# Saxlehner-palota
A Saxlehner-palota műemlék épület Budapest VI. kerületében, az Andrássy út 3. szám alatt.
A palotát Czigler Győző tervei szerint 1884–1886 között építették koraeklektikus stílusban. Építtetője Saxlehner András, a Hunyadi János keserűvíz forgalmazója volt. A palotában családi lakosztály és irodák, illetve bérlakások helyezkedtek el. A gazdagon díszített helységeket 1972-től 2012-ig a Magyar Posta bérelte, és itt működtette a Postamúzeumot.